# Административное деление США
Соединённые Штаты Америки (США) являются федерацией, объединяющей 50 штатов (англ. state), каждый из которых делится на округа (или их эквиваленты). Населёнными пунктами в составе округов управляют городские муниципалитеты, а сельские территории могут разделяться на тауншипы.
Территория столицы страны города Вашингтона выделена в особое административно-территориальное образование вне пределов того или иного штата — федеральный округ Колумбия. Кроме того, в составе или под управлением США имеется ряд островных территорий, не входящих в состав штатов.

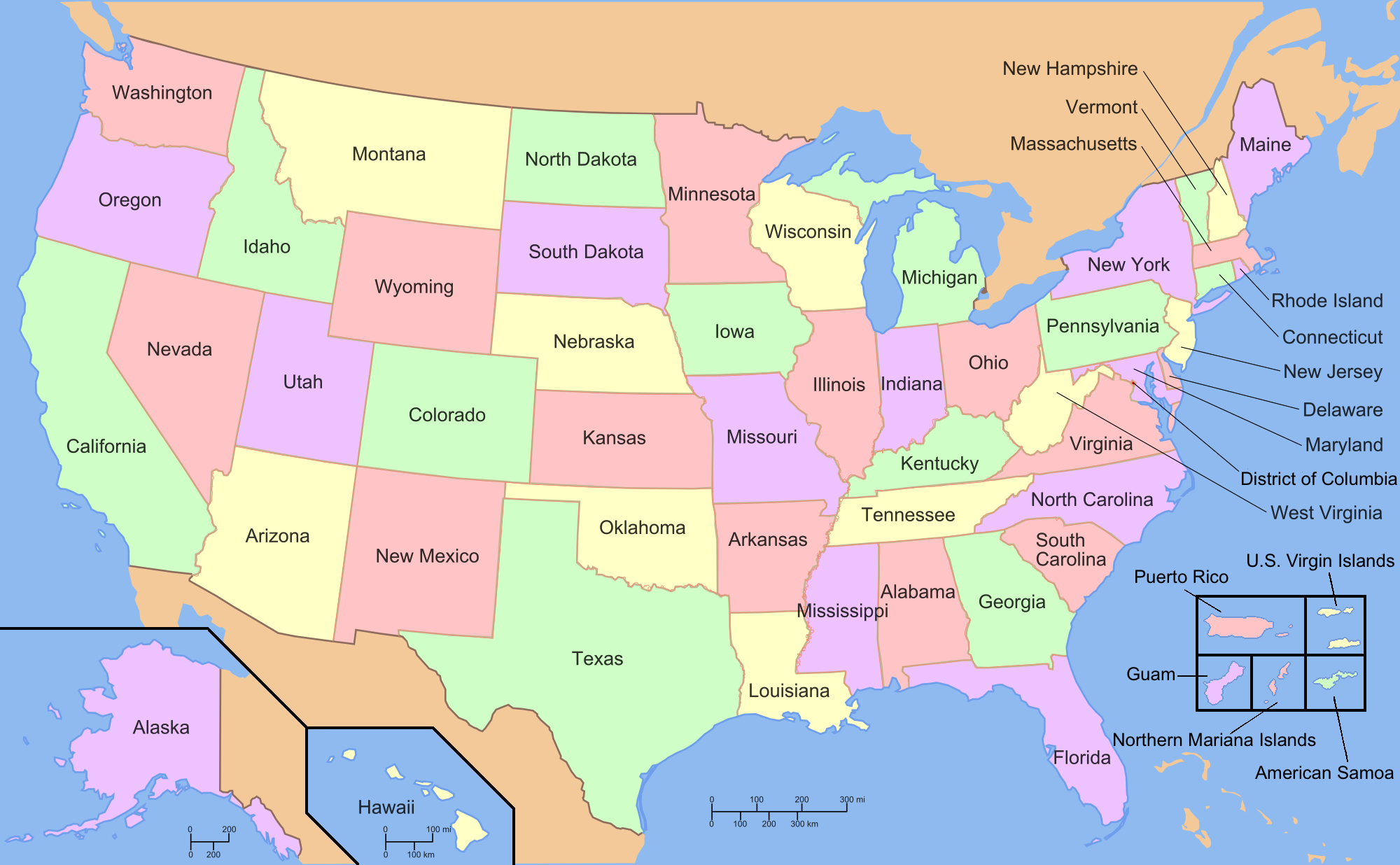
Карта Соединенных Штатов с указанием 50 штатов, федерального округа и пяти населенных территорий. Аляска, Гавайи и другие территории показаны в разных масштабах, а Алеутские острова и необитаемые северо-западные Гавайские острова на этой карте опущены

## Штаты
Штат — основная государственно-территориальная единица США, имеющая значительную степень суверенитета во внутренних делах и уступающая всю полноту полномочий федеральным властям в отношениях с иностранными государствами. Подчиняется федеральному центру в вопросах, оговорённых в Конституции США. Четыре штата официально именуют себя «содружествами», что никак не отличает их в правовом плане от других штатов и несёт лишь символическое значение, призванное подчеркнуть стремление ко всеобщему благополучию. С 1959 года в состав США входит 50 штатов. Каждый из штатов имеет флаг и девиз.
Принятию какой-либо территории в состав Соединённых Штатов предшествует длительная процедура: обязательное принятие территорией собственной конституции, которая должна удовлетворить Конгресс США, принимающий решение о её принятии в состав Соединённых Штатов. В соответствии с прецедентом, созданным решением Верховного суда США по делу «Техас против Уайта» в 1869 году, штаты не могут выходить из состава Соединённых Штатов в одностороннем порядке.
| №  | Флаг | Штат              | Официальное название                             | Почтовый код | Дата основания  | Население, человек (перепись 2020) | Территория, км² | ВВП на душу населения (2005), дол. США | Административный центр | Крупнейший город |
| -- | ---- | ----------------- | ------------------------------------------------ | ------------ | --------------- | ---------------------------------- | --------------- | -------------------------------------- | ---------------------- | ---------------- |
| 1  |      | Айдахо            | State of Idaho                                   | ID           | 3 июля 1890     | 1 839 106                          | 216 632         | 33 012                                 | Бойсе                  | Бойсе            |
| 2  |      | Айова             | State of Iowa                                    | IA           | 28 декабря 1846 | 3 190 369                          | 145 743         | 38 529                                 | Де-Мойн                | Де-Мойн          |
| 3  |      | Алабама           | State of Alabama                                 | AL           | 14 декабря 1819 | 5 024 279                          | 135 765         | 32 866                                 | Монтгомери             | Бирмингем        |
| 4  |      | Аляска            | State of Alaska                                  | AK           | 3 января 1959   | 733 391                            | 1 717 854       | 60 079                                 | Джуно                  | Анкоридж         |
| 5  |      | Аризона           | State of Arizona                                 | AZ           | 14 февраля 1912 | 7 151 502                          | 295 254         | 36 327                                 | Финикс                 | Финикс           |
| 6  |      | Арканзас          | State of Arkansas                                | AR           | 15 июня 1836    | 3 011 524                          | 137 732         | 31 233                                 | Литл-Рок               | Литл-Рок         |
| 7  |      | Вайоминг          | State of Wyoming                                 | WY           | 10 июля 1890    | 576 851                            | 253 348         | 53 843                                 | Шайенн                 | Шайенн           |
| 8  |      | Вашингтон         | State of Washington                              | WA           | 11 ноября 1889  | 7 705 281                          | 184 827         | 42 702                                 | Олимпия                | Сиэтл            |
| 9  |      | Вермонт           | State of Vermont                                 | VT           | 4 марта 1791    | 643 077                            | 24 923          | 37 130                                 | Монтпилиер             | Берлингтон       |
| 10 |      | Виргиния          | Commonwealth of Virginia                         | VA           | 25 июня 1788    | 8 631 393                          | 110 785         | 46 613                                 | Ричмонд                | Верджиния-Бич    |
| 11 |      | Висконсин         | State of Wisconsin                               | WI           | 29 мая 1848     | 5 893 718                          | 169 639         | 39 294                                 | Мадисон                | Милуоки          |
| 12 |      | Гавайи            | State of Hawai`i Moku`a-ina o Hawai`i            | HI           | 21 августа 1959 | 1 455 271                          | 28 311          | 42 119                                 | Гонолулу               | Гонолулу         |
| 13 |      | Делавэр           | State of Delaware                                | DE           | 7 декабря 1787  | 989 948                            | 6452            | 64 437                                 | Довер                  | Уилмингтон       |
| 14 |      | Джорджия          | State of Georgia                                 | GA           | 2 января 1788   | 10 711 908                         | 153 909         | 40 155                                 | Атланта                | Атланта          |
| 15 |      | Западная Виргиния | State of West Virginia                           | WV           | 20 июня 1863    | 1 793 716                          | 62 755          | 29 602                                 | Чарлстон               | Чарлстон         |
| 16 |      | Иллинойс          | State of Illinois                                | IL           | 3 декабря 1818  | 12 812 508                         | 149 998         | 43 886                                 | Спрингфилд             | Чикаго           |
| 17 |      | Индиана           | State of Indiana                                 | IN           | 11 декабря 1816 | 6 785 528                          | 94 321          | 38 048                                 | Индианаполис           | Индианаполис     |
| 18 |      | Калифорния        | State of California                              | CA           | 9 сентября 1850 | 39 538 223                         | 423 970         | 44 846                                 | Сакраменто             | Лос-Анджелес     |
| 19 |      | Канзас            | State of Kansas                                  | KS           | 29 января 1861  | 2 937 880                          | 213 096         | 38 419                                 | Топика                 | Уичито           |
| 20 |      | Кентукки          | Commonwealth of Kentucky                         | KY           | 1 июня 1792     | 4 505 836                          | 104 659         | 33 632                                 | Франкфорт              | Луисвилл         |
| 21 |      | Колорадо          | State of Colorado                                | CO           | 1 августа 1876  | 5 773 714                          | 269 837         | 46 314                                 | Денвер                 | Денвер           |
| 22 |      | Коннектикут       | State of Connecticut                             | CT           | 9 января 1788   | 3 605 944                          | 14 357          | 55 400                                 | Хартфорд               | Бриджпорт        |
| 23 |      | Луизиана          | State of Louisiana État de Louisiane             | LA           | 30 апреля 1812  | 4 657 757                          | 135 382         | 36 765                                 | Батон-Руж              | Новый Орлеан     |
| 24 |      | Массачусетс       | Commonwealth of Massachusetts                    | MA           | 6 февраля 1788  | 7 029 917                          | 27 336          | 51 344                                 | Бостон                 | Бостон           |
| 25 |      | Миннесота         | State of Minnesota                               | MN           | 11 мая 1858     | 5 706 494                          | 225 181         | 45 451                                 | Сент-Пол               | Миннеаполис      |
| 26 |      | Миссисипи         | State of Mississippi                             | MS           | 10 декабря 1817 | 2 961 279                          | 125 443         | 27 545                                 | Джэксон                | Джэксон          |
| 27 |      | Миссури           | State of Missouri                                | MO           | 10 августа 1821 | 6 154 913                          | 180 533         | 37 251                                 | Джефферсон-Сити        | Канзас-Сити      |
| 28 |      | Мичиган           | State of Michigan                                | MI           | 26 января 1837  | 10 077 331                         | 250 493         | 37 338                                 | Лансинг                | Детройт          |
| 29 |      | Монтана           | State of Montana                                 | MT           | 8 ноября 1889   | 1 084 225                          | 381 156         | 31 903                                 | Хелена                 | Биллингс         |
| 30 |      | Мэн               | State of Maine                                   | ME           | 15 марта 1820   | 1 362 359                          | 91 646          | 34 105                                 | Огаста                 | Портленд         |
| 31 |      | Мэриленд          | State of Maryland                                | MD           | 28 апреля 1788  | 6 177 224                          | 32 133          | 43 729                                 | Аннаполис              | Балтимор         |
| 32 |      | Небраска          | State of Nebraska                                | NE           | 1 марта 1867    | 1 961 504                          | 200 520         | 39 950                                 | Линкольн               | Омаха            |
| 33 |      | Невада            | State of Nevada                                  | NV           | 31 октября 1864 | 3 104 614                          | 286 367         | 45 778                                 | Карсон-Сити            | Лас-Вегас        |
| 34 |      | Нью-Гэмпшир       | State of New Hampshire                           | NH           | 21 июня 1788    | 1 377 529                          | 24 217          | 42 513                                 | Конкорд                | Манчестер        |
| 35 |      | Нью-Джерси        | State of New Jersey                              | NJ           | 18 декабря 1787 | 9 288 994                          | 22 608          | 49 414                                 | Трентон                | Ньюарк           |
| 36 |      | Нью-Йорк          | State of New York                                | NY           | 26 июля 1788    | 20 201 249                         | 141 300         | 50 038                                 | Олбани                 | Нью-Йорк         |
| 37 |      | Нью-Мексико       | State of New Mexico Estado de Nuevo México       | NM           | 6 января 1912   | 2 117 522                          | 315 194         | 35 949                                 | Санта-Фе               | Альбукерке       |
| 38 |      | Огайо             | State of Ohio                                    | OH           | 1 марта 1803    | 11 799 448                         | 116 096         | 38 594                                 | Колумбус               | Кливленд         |
| 39 |      | Оклахома          | State of Oklahoma                                | OK           | 16 ноября 1907  | 3 959 353                          | 181 196         | 33 978                                 | Оклахома-Сити          | Оклахома-Сити    |
| 40 |      | Орегон            | State of Oregon                                  | OR           | 14 февраля 1859 | 4 237 256                          | 255 026         | 39 920                                 | Сейлем                 | Портленд         |
| 41 |      | Пенсильвания      | Commonwealth of Pennsylvania                     | PA           | 12 декабря 1787 | 13 002 700                         | 119 283         | 39 194                                 | Гаррисберг             | Филадельфия      |
| 42 |      | Род-Айленд        | State of Rhode Island and Providence Plantations | RI           | 29 мая 1790     | 1 097 379                          | 4002            | 40 691                                 | Провиденс              | Провиденс        |
| 43 |      | Северная Дакота   | State of North Dakota                            | ND           | 2 ноября 1889   | 779 094                            | 183 272         | 37 975                                 | Бисмарк                | Фарго            |
| 44 |      | Северная Каролина | State of North Carolina                          | NC           | 21 ноября 1789  | 10 439 388                         | 139 509         | 39 690                                 | Роли                   | Шарлотт          |
| 45 |      | Теннесси          | State of Tennessee                               | TN           | 1 июня 1796     | 6 910 840                          | 109 247         | 37 985                                 | Нашвилл                | Мемфис           |
| 46 |      | Техас             | State of Texas                                   | TX           | 29 декабря 1845 | 29 145 505                         | 696 241         | 42 975                                 | Остин                  | Хьюстон          |
| 47 |      | Флорида           | State of Florida                                 | FL           | 3 марта 1845    | 21 538 187                         | 170 304         | 37 889                                 | Таллахасси             | Джэксонвилл      |
| 48 |      | Южная Дакота      | State of South Dakota                            | SD           | 2 ноября 1889   | 886 667                            | 199 905         | 40 037                                 | Пирр                   | Су-Фолс          |
| 49 |      | Южная Каролина    | State of South Carolina                          | SC           | 23 мая 1788     | 5 118 425                          | 82 931          | 32 848                                 | Колумбия               | Колумбия         |
| 50 |      | Юта               | State of Utah                                    | UT           | 4 января 1896   | 3 271 616                          | 219 887         | 36 377                                 | Солт-Лейк-Сити         | Солт-Лейк-Сити   |
|    |      | Всего             |                                                  |              |                 | 330 759 736                        | 9 830 575       |                                        |                        |                  |

### Названия штатов

Динамика включения штатов в состав США

Слово state (штат) появилось ещё в колониальный период (примерно в 1648 году), когда им называли иногда отдельные колонии, стало использоваться повсеместно после принятия Декларации независимости в 1776 году и в настоящее время входит в название 46 штатов (например State of Texas). Интересно, что хотя Калифорния именуется штатом, но на её флаге начертано «Республика Калифорния».
В основе происхождения конкретных названий штатов лежат восемь источников:
- названия 26 штатов — индейского происхождения (из них по крайней мере одно — Айдахо — вероятно придуманное),
- название Аляска пришло из языка эскимосов,
- Гавайи — из гавайского языка,
- у одиннадцати штатов названия английского происхождения,
- у шести — испанского,
- у трёх — французского,
- название Род-Айленд взято из нидерландского языка
- название одного штата — Вашингтон — имеет корни в истории США.

### Перспективы увеличения количества штатов
В США не прекращаются дискуссии о возможном увеличении количества штатов. В частности, на статус штата могут претендовать такие территории, как федеральный округ Колумбия и Пуэрто-Рико.

## Административно-территориальное деление штатов
Каждый из штатов США разделен на округа (англ. county, parish (Луизиана), borough (Аляска)) — административно-территориальные единицы второго уровня, меньшие, чем штат, но большие, чем город, или равные ему, за исключением пяти округов (боро) в составе города Нью-Йорка. Поскольку в большинстве штатов округа именуются словом county, часто встречается неправильный перевод на русский — графство, по аналогии с графствами в Англии (которые также называются counties). Всего по данным Бюро переписи населения США в стране насчитывается 3141 округ. Наименьшее количество округов находится в штате Делавэр (3), наибольшее — в штате Техас (254). Каждый штат сам определяет число своих административных единиц. Полномочия администрации округов и взаимоотношения с муниципальными властями расположенных на их территории населённых пунктов сильно различаются от штата к штату.
Третьим уровнем административно-территориального деления являются городские муниципалитеты и тауншипы (англ. township), управляющие местной жизнью населённых пунктов. В первых осуществляется местное городское самоуправление, и в разных штатах они могут иметь различные названия. Тауншипы — сельские административно-территориальные единицы, традиционно охватывающие площадь около 100 км² (36 квадратных миль). Они имеются только в 20 штатах. Согласно данным организации National League of Cities, в 2002 году в США было 19 429 городских муниципалитетов и 16 504 тауншипа.

## Территории, не входящие в состав штатов

Штаты и округ Колумбия
Населенные территории
Необитаемые территории

Кроме штатов, в составе и под управлением США имеются административно-территориальные единицы со статусом федерального округа или федеральной территории, такие как округ Колумбия и ряд островов.

### Округ Колумбия
Федеральный округ Колумбия (англ. The District of Columbia, сокр. D.C.), в котором находится столица страны Вашингтон, не входит ни в один из штатов.
Он создан на территории, выделенной в 1791—1801 годах из штата Мэриленд, и окончательно приобрёл нынешний статус в 1871 году.

### Островные территории
В юрисдикции США находится ряд территорий (англ. territories of the United States), называемых также островными территориями (англ. insular areas), включая незаселённые внешние малые острова (англ. The United States Minor Outlying Islands), которые не входят в состав штатов и округа Колумбия. По статусу они подразделяются на инкорпорированные (те, на которых в полном объёме действует Конституция США и жители которых имеют гражданство США) и неинкорпорированные (владения, на которых действие Конституции США ограничено), а также на организованные (те, на которых Конгрессом США введено самоуправление) и неорганизованные (напрямую управляемые правительством США).
Населённые островные территории США имеют следующее административно-территориальное деление:
- Пуэрто-Рико разделено на 78 муниципалитетов;
- Американские Виргинские острова разделены на 3 района, которые в свою очередь делятся на 20 подрайонов;
- Северные Марианские острова разделены на 4 муниципалитета;
- Гуам разделён на 19 деревень;
- Американское Самоа разделено на 3 района и 1 область.